# Карл Егон Еберт
Карл Егон фон Еберт (нім. Karl Egon Ebert; 5 червня 1801, Прага — 24 жовтня 1882, Прага) — німецько-чеський поет, драматург-лібретист, автор поетичних і драматичних творів.

## Біографія
Народився в сім'ї державного чиновника, таємного радника. Практична адміністративна діяльність довго відволікала його від літератури.
Карл Еберт був прихильником співпраці чеських і німецьких письменників і в 1848 році підписав петицію 60 літераторів про рівні права чехів і німців у складі Австрійської імперії.
У 1872 році був нагороджений орденом Залізної корони і зведений у дворянство.

## Творчість
Поет — лірик.
У 1824 році дебютував збіркою віршів, за якою слідувала велика героїчна поема «Власта» (нім. Wlasta; 1825–1828), на якій головним чином була заснована популярність Еберта.
У 1834 році ним була написана драма «Бретислав і Ютта». Зійшовшись з поетами так званої швабської школи, відчув сильний вплив Людвіга Уланда.
Ліризм — найсильніша сторона таланту Еберта. Заслуговують на увагу також деякі його балади.
Літературна спадщина поета в 7 томах, опублікована в Празі в 1877 році.
Кілька його віршів покладено на музику композитором Феліксом Мендельсоном.
Він автор двох оперних лібрето «Lidwinna» Йозефа Дессауера (1836) і «Der Schild» Леопольда Мечура (1845).

## Вибрані твори
- «Das Kloster» — ідилія (1833, в 5 піснях)
- «Fromme Gedanken eines weltlichen Mannes» (1858),
- «Brunoy» — драма з епохи Людовика XV,
- «Die Magyarenfrau» — епопея (1864),
- «Wald und Liebe» — ідилія (1874),
- «Gesammelte poetische Werke» (1877, 7 т.)
- «Die Auswanderer» і «Am Bergsee» (1879).